# Miguel Cuéllar Gacharná
Miguel Cuéllar Gacharná (18 de novembre de 1916 - 5 de desembre de 1985) va ser un mestre d'escacs colombià. Va rebre el títol de Mestre Internacional (IM) el 1957.

## Resultats destacats en competició
Cuéllar va guanyar nou cops el campionat de Colòmbia: els anys 1941, 1946, 1953, 1955, 1956, 1957, 1959, 1961 i 1971. Va jugar representant Colòmbia en sis Olimpíades d'escacs: 1954, 1956, 1958, 1964, 1970 i 1972. Va guanyar la medalla de plata individual al primer tauler (+12 –2 =4) a la 16a Olimpíada de Tel-Aviv 1964.
Va guanyar una medalla de bronze representant Colòmbia als Jocs Bolivarians de Bogotà de 1938. L'any 1952 va empatar als llocs 3r-4t a Mar del Plata (guanyaren Julio Bolbochán i Héctor Rossetto). El 1953, va ocupar el 5è lloc a Mar del Plata (Svetozar Gligorić va guanyar). El 1957, va ocupar el 7è lloc a Mar del Plata (va guanyar Paul Keres). El 1958, va empatar 2n-3r amb William Lombardy, darrere d'Oscar Panno, a Bogotà.
El 1961, Cuéllar va guanyar a Caracas (zonal). El 1962, va quedar 22è a l'Interzonal d'Estocolm, derrotant tant Efim Geller com Viktor Korchnoi en les seves partides individuals. El 1966, va ocupar el 7è lloc a l'Havana (va guanyar Eleazar Jiménez). El 1967, va empatar a Sousse a 19-20 (interzonal; Bent Larsen va guanyar). El 1969, va empatar al primer lloc amb Boris De Greiff a Bogotà. El 1970, va ocupar el 7è lloc a Bogotà (Henrique Mecking va guanyar). El 1970, va ocupar el 14è lloc a Caracas (va guanyar Lubomir Kavalek). El 1972, va guanyar el torneig Zonal de Bogotà, i es va classificar per a l'Interzonal de Leningrad de 1973, però hi va acabar en darrer lloc (van guanyar Anatoly Karpov i Viktor Korchnoi). El 1980, va empatar a Bogotà a 4-5 (va guanyar Joaquín Gutiérrez).